# Venise (jeu vidéo)
Pour les articles homonymes, voir Venise (homonymie).
Venise, sous-titré Fortune et gloire dans la cité des doges, est un jeu en ligne massivement multijoueur historique développé et édité par Cryo Networks pour PC en 1999.

## Synopsis
Le jeu se déroule au XVIe siècle dans la ville de Venise. Le joueur incarne un marchand vénitien ruiné qui faire fortune en construisant un réseau commercial. 

## Principe du jeu
Venise est un jeu en ligne massivement multijoueur principalement tourné vers la gestion et la stratégie, dans un environnement relevant du jeu historique : la Venise du XVIe siècle entièrement modélisée en images de synthèse, qui forme un univers persistant où une heure en temps réel équivaut à deux jours dans le temps du jeu. Le joueur peut choisir entre deux classes de personnages : producteur ou marchand. Le joueur achète, vend ou troque avec les autres joueurs des ressources naturelles et des produits à valeur ajoutée ; il peut ensuite réinvestir l'argent qu'il gagne dans la construction d'ateliers de production afin de produire lui-même de nouvelles marchandises. Les joueurs doivent faire face à divers aléas, comme les tempêtes qui font couler les navires marchands, et prendre en compte les rebondissements de la vie politique. Le jeu inclut aussi le commerce d'œuvres d'art, qui permet aux personnages de s'élever dans la société en accumulant des collections privées. Les joueurs peuvent nouer des alliances. À des intervalles réguliers, les Vénitiens les plus riches (c'est-à-dire les meilleurs joueurs) élisent le conseil civil, qui élit à son tour le Doge, ce dernier prenant en charge diverses responsabilités politiques en plus de ses activités habituelles : il a ainsi le pouvoir de fixer le montant de l'impôt.